# Meisburg
Meisburg est une municipalité de la Verbandsgemeinde Daun, dans l'arrondissement de Vulkaneifel, en Rhénanie-Palatinat, dans l'ouest de l'Allemagne. Les municipalités limitrophes sont Densborn, Deudesfeld, Oberkail, Salm, Schutz, Wallenborn et Weidenbach.

## Références

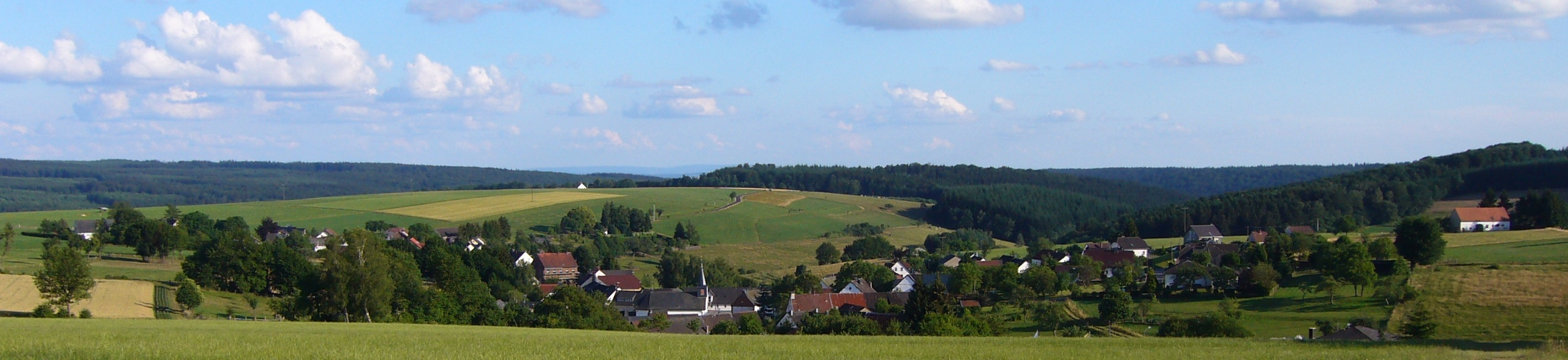
Vue sur Meisburg